# Andreas Laurenz Maier
Andreas Laurenz Maier (* 1973 in Nürnberg) ist ein deutscher Schauspieler und Hörspielsprecher.

## Leben
1993 erwarb er sein Abitur. Von 1995 bis 1999 erwarb er ein Schauspieldiplom an der Hochschule der Künste Berlin. Er arbeitete bereits am Maxim Gorki Theater, dem Theater Oberhausen, dem Schauspiel Bonn, dem Theater und Philharmonie Essen und dem Schauspielhaus Bochum. Daneben ist er Sprecher von Dokumentationen, Hörspielen und Hörbüchern.
Als Sprecher arbeitet er für Deutschlandradio, WDR, lit.COLOGNE und realisiert Hörbücher, Hörspiele sowie eigene Audiokunststücke. Maier lebt in Köln. 
In der Saison 2024/25 verkörpert er an der Oper Dortmund die Rolle des Richter Turpin.
1999 erhielt er den Max-Reinhardt-Preis des Landes Österreich und 2006 die Auszeichnung als bester Nachwuchsschauspieler in NRW.

## Filmographie (Auswahl)
- 2004: Die Sitte
- 2006: Der freie Wille
- 2006: Brinkmanns Zorn
- 2007: Alarm für Cobra 11 – Die Autobahnpolizei
- 2008: Schokolade für den Chef
- 2004, 2009: Tatort:
  - 2004: Der vierte Mann
  - 2009: Mit ruhiger Hand

## Hörspiele (Auswahl)
Die ARD-Hörspieldatenbank enthält (Stand: Januar 2025) für den Zeitraum von 2005 bis 2023 insgesamt 69 Datensätze, bei denen Andreas Laurenz Maier als Sprecher geführt wird.
- 2005: Éric-Emmanuel Schmitt: Ortstermin 1945: Das Kind von Noah (Gestapomann 1) – Regie: Norbert Schaeffer (Hörspielbearbeitung – WDR)
- 2007: Klaus Fehling: Nicht mein Bein (Arzt 2) – Regie: Jörg Schlüter (Original-Hörspiel – WDR)
- 2009: Erwin Grosche: Der Wachmachwettbewerb (2 Teile) (Buchstabe A) – Regie: Thomas Werner (Originalhörspiel, Kinderhörspiel – WDR)
- 2011: Heinrich von Kleist: Das Erdbeben in Chili. Eine Textmontage zu der Novelle (Christoph Weber/Wolfgang Breidert/Odo Marquard) – Regie: Jörg Schlüter (Hörspielbearbeitung – WDR)
- 2013: Daniel Suarez: Daemon (3 Teile) (Lawne) – Regie: Petra Feldhoff (Hörspielbearbeitung, Kriminalhörspiel – WDR)
- 2017: Tom Noga: Ausnahmezustand – 40 Jahre Deutscher Herbst: Monika La Guerrillera – Die Frau, die Che Guevara rächte (Toto Quintanilla (Sprecher 4)) – Regie: Thomas Leutzbach (Originalhörspiel, Dokumentarhörspiel – WDR)
- 2020: Dorian Steinhoff, Tilman Strasser: V-Komplex (4 Teile) (Demonstrant) – Regie: Matthias Kapohl (Originalhörspiel, Kriminalhörspiel – NDR)
- 2022: Anne-M. Keßel: Anne Bonny. Die Piratin. Echte Story der Seeräuberin (8 Teile) (Zimmermann) – Realisation und Regie: Martin Zylka (Originalhörspiel – WDR)
- 2023: Fabian von Freier, Andreas von Westphalen: Babyn Yar (2 Teile) – Regie: Fabian von Freier, Andreas von Westphalen (Originalhörspiel, Dokumentarhörspiel – WDR)